# 卞榮
卞榮（1419年—1487年），字華伯，直隸常州府江陰縣（今江蘇省江陰市）人。明朝政治人物、書畫家。

## 生平
正統九年（1444年）甲子科應天府鄉試第十七名舉人。正統十年（1445年）聯捷乙丑科進士。授戶部主事，升員外郎、郎中，有《卞郎中集》。

## 家族
曾祖卞良玉。祖父卞仲章。父卞時濟。

## 詩畫
卞榮工詩善畫，世珍其畫作，稱「卞郎中山水」。